# Dyptyk z Melun
Dyptyk z Melun (znany również jako Madonna z Dzieciątkiem wśród Aniołów, Dyptyk Etienne'a Chevaliera) – dyptyk francuskiego malarza Jeana Fouqueta.

## Powstanie dyptyku
Dyptyk został namalowany na zlecenie skarbnika i sekretarza króla Karola VII, Stefana Chevaliera i pierwotnie znajdował się w całości w kościele Dziewic w Melun nad grobem Agnès Sorel. Według XVII-wiecznego znawcy sztuki Denisa Goedefroya dyptyk był osadzony w szerokiej ramie obitej błękitnym aksamitem z perłowym inicjałem litery E (Etienne) ozdobionymi złotymi i srebrnymi kokardami w kształcie ósemek. Obecnie lewy panel znajduje się w berlińskiej Galerii Malarstwa, a prawy w Antwerpii tymczasowo w Museum Aan de Stroom, do czasu ukończenia remontu Królewskiego Muzeum Sztuk Pięknych (Koninklijk Museum voor Schone Kunsten).

## Opis dyptyku

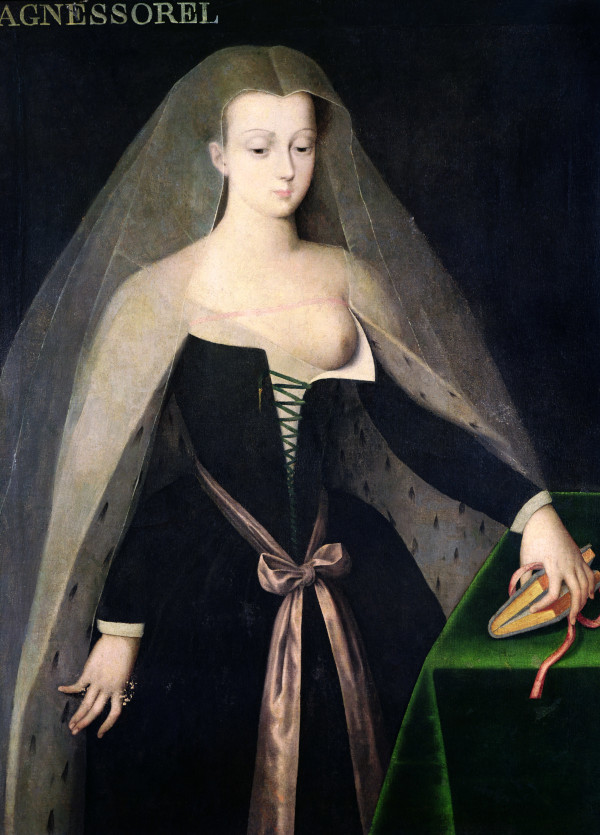
Portret Agnès Sorel, autorstwa prawdopodobnie Jeana Fouqueta, uderzająco podobna do Madonny Antwerpskiej (1422-1450)

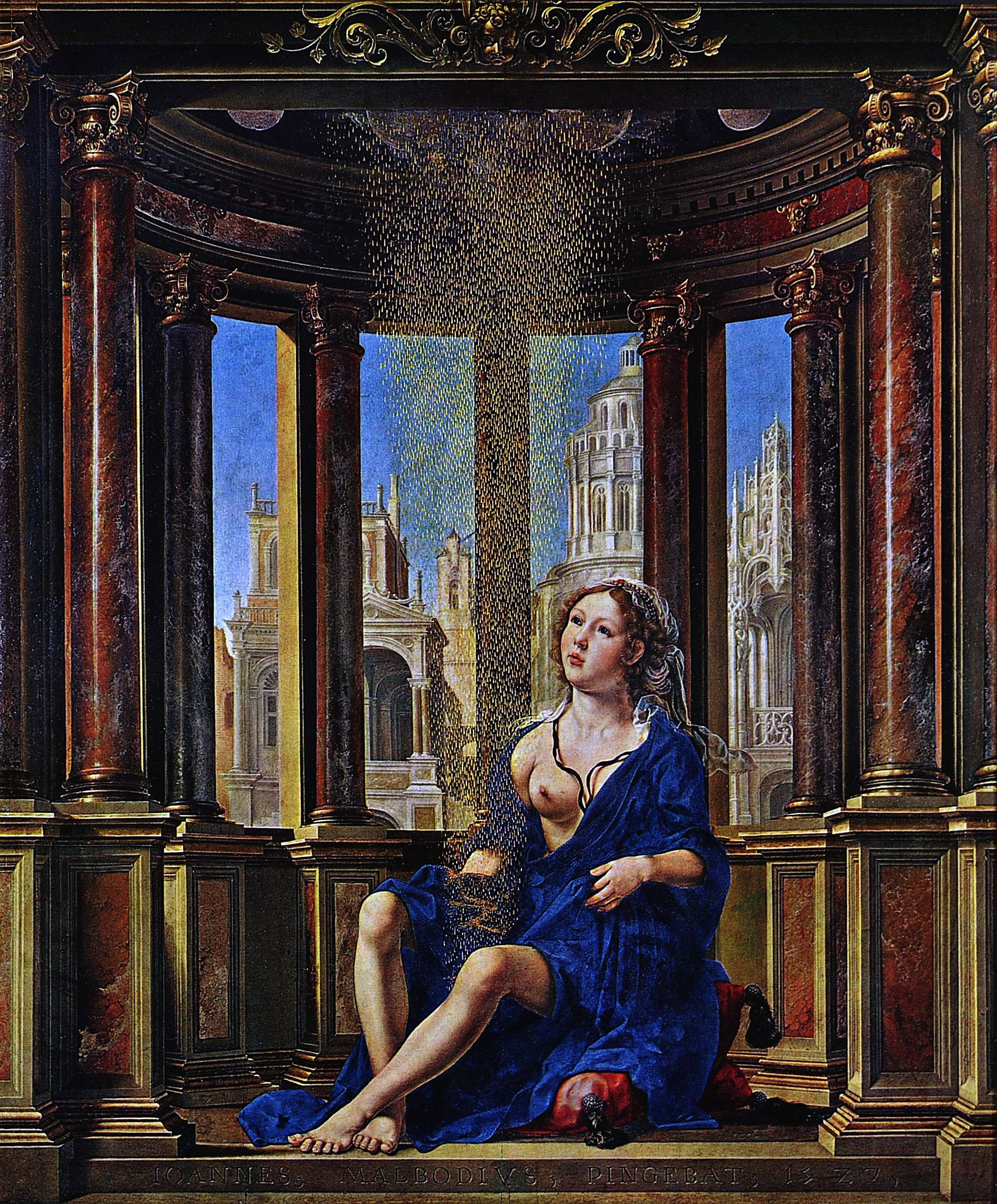
Jan Mabuse, Danae (1527), olej na drewnie, Monachium, Alte Pinakothek

Dwa panele, choć namalowane w tym samym czasie, różnią się od siebie stylem, w jakim zostały wykonane. Panel lewy przedstawia klęczącego donatora w czerwonej tunice wraz ze swoim patronem św. Stefanem. Święty w prawej ręce trzyma Biblię a na niej kamień, prawdopodobnie pięściak, symbolizujący jego ukamienowanie. Z tyłu głowy spływa krew z zadanej mu śmiertelnej rany. Postacie znajdują się w pomieszczeniu, najprawdopodobniej w kościele. Fouquet zastosował tu niderlandzki realizm postaci oraz włoski sposób przedstawiania perspektywy wnętrza, co było cechą rodzącego się renesansu. Prawa strona dyptyku przedstawia Dziewicę z Dzieciątkiem na ręku w otoczeniu aniołów i cherubinów. Ta część została namalowana bez głębi, na modę malarstwa gotyckiego, z charakterystycznym płaskim stylem przedstawiania postaci. Postać Dzieciątka jest nienaturalnie duża, w swym stylu przypomina malowane postacie Jezusa Uccella. Z jego lewego oka spływa łza, a palec lewej ręki wskazuje na matkę.
Dyptyk podzielony na dwie strony zgodnie z ikonografią średniowieczną przedstawia dwie strony jako podział na realistyczny świat ziemski (strona lewa) i surrealistyczny niebański świat (strona prawa).

## Kontrowersje wokół obrazu
Madonna została przedstawiona na pozór w sposób konwencjonalny, zgodnie z ówczesną modą: w królewskich gronostajowych szatach, z koroną na głowie wypełnioną perłami, co wynosiło ją na królową nieba i ziemi. Obraz wywołał jednak duże kontrowersje, zrozumiałe dopiero po dokładnym zapoznaniu się z historią przedstawionych postaci – donatora i modelki.
Fundatorem dzieła był Etienne Chevalier, sekretarz królewski. Postacią, która pozowała jako Madonna, była Agnès Sorel (świadczą o tym i inne jej portrety), dama honorowa dworu księżnej andegaweńskiej Izabeli oraz metresa króla Karola VII i matka jego trzech córek. Była również kochanką Chevaliera, który był wykonawcą jej testamentu, co może tłumaczyć powstanie dyptyku i umieszczenie na nim portretu metresy. Dzieło powstało zaraz po śmierci Sorel, co czyni je konterfektem pośmiertnym a zarazem hołdem miłosnym donatora. Madonna ma modnie podniesione czoło, nienaturalnie czerwone usta oraz odsłoniętą lewą pierś. W średniowieczu jak i w renesansie Matka Boska przedstawiana z dzieciątkiem często ma odsłonięta pierś, co miało symbolizować Madonnę karmiącą i jej macierzyństwo. Fouquet wbrew zwyczajowi odsłonił jednak lewą pierś. Ta strona zgodnie ze zwyczajem ikonografii chrześcijańskiej symbolizuje stronę diabelską, co nadaje jemu bardziej wyraz erotyczny niż święty. Pierś Madonny ma kształt kulisty przypominający jabłko, co raczej nasuwa skojarzenia do "jabłka miłości" i elżbietańskiego zwyczaju wkładania jabłka pod gorset damy, by takowe wzbogacone wonią kobiecą, można było wręczyć rycerzowi jako body odour (zapach ciała). Podobny efekt próbował osiągnąć Jan Gossaert w swoim obrazie Danae (1527).
Chłód i brak kontaktu wzrokowego Madonny z widzem zdaje się potęgować świecki obraz kobiety cudzołożnej, oddalając się tym samym od wizerunku Świętej Dziewicy. Późniejsi znawcy sztuki obraz ten okrzyknęli przykładem profanacji i "dekadenckiej bezbożności" (Johan Huizinga – 1919) lub "rekordowo zmysłowym wizerunkiem Madonny pośród wszystkich wykonanych w średniowieczu" (Joan Evans 1948).
Po interwencji Ludwika XI, Chevalier zdjął obraz i na pewien czas zawiesił go nad grobem swojej żony Katarzyny Budé. Tym samym przedstawienie kochanki męża znalazło się nad grobem jego prawowitej małżonki.